# Gemma Whelan
Gemma Whelan (Leeds, 1981. április 23. –) angol származású színésznő és humorista. Ő személyesíti meg Yara Grayjoy karakterét a Trónok harca amerikai televíziós fantasysorozatban, amelyet az HBO készített George R. R. Martin nagysikerű regénysorozata, A tűz és jég dala alapján.

## Filmográfia

### Filmek
| Év   | Cím                  | Szerep          | Megjegyzés |
| ---- | -------------------- | --------------- | ---------- |
| 2006 | Madness of the Dance | Grace nővér     | rövidfilm  |
| 2007 | Frites               | Marie-Anne      | rövidfilm  |
| 2008 | Shortbread and Tea   | Mildred         |            |
| 2009 | Ding Dong            | Dr. Pretty      | rövidfilm  |
| 2010 | Farkasember          | Gwen szobalánya |            |
| 2010 | Gulliver utazásai    | Liliputi Rose   |            |
| 2016 | Méhbosszú            | Len             |            |

### Televíziós sorozatok
| Év                         | Cím                                       | Szerep               | megjegyzés            |
| -------------------------- | ----------------------------------------- | -------------------- | --------------------- |
| 2006                       | The Enforcers                             | Holly                |                       |
| 2009                       | 10 Minute Tales                           | Csinos nővér         | 1 epizód              |
| 2010                       | The Persuasionists                        | Josephine            | 2 epizód              |
| 2011                       | Threesome                                 | Wendy                | 1 epizód              |
| 2011                       | Living Doll                               | Moaning Mona         |                       |
| 2011                       | For the Win                               | Various              | Pilot                 |
| 2012                       | Ruddy Hell! It's Harry & Paul             | Nővér                | 1 epizód              |
| 2012                       | Cardinal Burns                            | Claire               |                       |
| 2012–2014 2016–jelenleg is | Trónok harca                              | Yara Greyjoy         | Visszatérő, 14 epizód |
| 2013                       | The Day They Came to Suck Out Our Brains! | ismeretlen           | Minisorozat, 1 epizód |
| 2013                       | Nick Helm's Heavy Entertainment           | Various              |                       |
| 2013                       | Claudia O'Doherty Comedy Blaps            | Sarah                | Minisorozat, 3 epizód |
| 2014                       | Live at the Electric                      | Chastity Butterworth | 3 epizód              |
| 2014                       | Siblings                                  | Ruth                 |                       |
| 2014                       | Badults                                   | Juliet               | 1 epizód              |
| 2014                       | Mapp and Lucia                            | Quaint Irene Coles   |                       |
| 2014–jelenleg is           | Almost Royal                              | Narrátor             |                       |
| 2015                       | Uncle                                     | Veronica             | 2 epizód              |
| 2015                       | Not Safe for Work                         | Davina               | 1 epizód              |
| 2015                       | Murder in Successville                    | Adele nővér          | 1 epizód              |
| 2016–jelenleg is           | Upstart Crow                              | Kate                 | rendszeres szereplő   |
| 2016–2017                  | Hetty Feather                             | Ida Battersea        |                       |
| 2016–present               | Horrible Histories                        | Various              |                       |
| 2016                       | Morgana Robinson's The Agency             | Kat Cassidy          | 4 epizód              |
| 2017                       | Decline and Fall                          | Diane Fagan          | 2 epizód              |
| 2017                       | The Moorside                              | Karen Matthews       |                       |
| 2017                       | The Crown                                 | Patricia Campbell    | 1 epizód              |
| 2017                       | Queers                                    | Bobby                | 1 epizód              |
| 2017                       | A ki***tt világ vége                      | Eunice               |                       |
| 2017                       | Eat Your Heart with Nick Helm             | Önmaga               | 1 epizód              |

### Színpadi szerepek
| Év   | Cím                                        | Szerep               | Megjegyzés                              |
| ---- | ------------------------------------------ | -------------------- | --------------------------------------- |
| 2005 | Newsrevue                                  | Various              | Edinburgh Fesztivál                     |
| 2006 | Shakespeare for Breakfast                  | Petruchio            | C Venues                                |
| 2006 | Celebrity Love Panto Island                | Various              | Canal Cafe Theatre                      |
| 2008 | Red Death Lates                            | Unknown              | Gideon Reeling                          |
| 2008 | Improvathon                                | Bunny Valentine      | The Sticking Place                      |
| 2009 | Infinite Variety                           | Various              | Whoopee Productions New Players Theatre |
| 2010 | Stephen & the Sexy Partridge               | Chanel               | Trafalgar Studios                       |
| 2013 | One Man, Two Guvnors                       | Rachel Crabbe        | Royal National Theatre                  |
| 2013 | Dark Vanilla Jungle                        | Andrea               | Supporting Wall & Pleasance Theatre     |
| 2013 | Chastity Butterworth & the Spanish Hamster | Chastity Butterworth | Pajama Men Productions                  |
| 2014 | Dark Vanilla Jungle                        | Andrea               | Supporting Wall                         |
| 2015 | Radiant Vermin                             | Jill and others      |                                         |

### Videojátékok
| Év   | Cím                            | Szerep      | Megjegyzés           |
| ---- | ------------------------------ | ----------- | -------------------- |
| 2015 | Final Fantasy XIV: Heavensward | Igeyorhm    | hang                 |
| 2017 | Mass Effect: Andromeda         | Zevin Raeka | hang                 |
| NA   | Star Citizen                   | NA          | hang, motion capture |